# Хоусова палмина цибетка
Хоусова цибетка или калимантанска цибетка (Diplogale hosei) је врста сисара из реда звери (Carnivora) и породице цибетки (Viverridae).

## Распрострањење
Врста насељава Малезију и Брунеј.

## Станиште
Станиште врсте су шуме. Врста је присутна на подручју острва Борнео у Индонезији. 

## Угроженост
Ова врста се сматра рањивом у погледу угрожености врсте од изумирања.